# Mieres (Katalonia)
Mieres – gmina w Hiszpanii, w prowincji Girona, w Katalonii, o powierzchni 26,12 km². W 2011 roku gmina liczyła 333 mieszkańców.